# Pamiro-Ałaj
Pamiro-Ałaj – system górski w Azji Centralnej, na terytorium Tadżykistanu, Kirgistanu (część północno-wschodnia), Uzbekistanu (część zachodnia), Turkmenistanu (część zachodnia) i Chin. W skład systemu wchodzą Hisaro-Ałaj i Pamir.